# Nhân Mục
Nhân Mục là một xã thuộc huyện Hàm Yên, tỉnh Tuyên Quang, Việt Nam.
Xã có diện tích 14,32 km², dân số năm 1999 là 2.629 người, mật độ dân số đạt 184 người/km².